# Shakti – The Power
Shakti – The Power (Übersetzung: Die Kraft bzw. Gewalt)  ist ein indischer Actionfilm von Regisseur Krishna Vamsi aus dem Jahr 2002.

## Handlung
Nandini lebt mit ihren zwei unverheirateten Onkeln in Kanada. Sie haben ihr Leben der Aufgabe verschrieben, sie zu erziehen und in einer liebevollen und zärtlichen Umgebung aufzuziehen. Nandini ist eine schöne, liebevolle, intelligente junge Frau, wenngleich ein wenig verwöhnt. Ihre Onkel haben ein mittelständisches erfolgreiches Kaufhaus, das ihnen die Existenz völlig sichert.
Nandini heiratet Shekhar, der seit acht Jahren in den Staaten lebt und der beste Freund von ihr ist. Nandini und Shekhar bekommen bald Raja – einen Sohn. Drei Jahre lang ist alles perfekt, bis Shekhar eines Tages im Fernsehen von einem Blutbad in einer Stadt im Norden Indiens erfährt. Er ist sehr aufgeregt und sorgt sich darum, dass seine Mutter eventuell verletzt sein könnte und dass er sie für ein paar Tage besuchen wolle. Nandini besteht darauf, ihn zu begleiten.
Dort angekommen, erkennt sie, dass seine Familie von seinem charismatischen, machtvollen und extrem gewalttätigen Vater angeführt wird. Narsimha lebt mit seinen Brüdern im Krieg. Sie ist schockiert und völlig entnervt von diesem gewalttätigen Leben, bis auf Shekhars Mutter, die gut ist und nicht müde wird, auf sie einzureden, nicht nach Hause in die Staaten zu gehen. Doch dann stirbt Shekhar im Kampf der beiden verfeindeten Familienmitglieder und Nandini ist ihrem gewalttätigen Schwiegervater ausgeliefert, der ihr Raja wegnimmt.
Der Weg zurück erscheint unmöglich. Wird es ihr gelingen, mit ihrem Sohn zu fliehen? Kurz darauf trifft sie Jaisingh, einen armen Bauernjungen, der ihr hilft, mit ihrem Sohn zu entkommen. Als der Reifen von Jaisinghs Fahrzeug kaputt geht, findet einer der Brüder von Narsimha die drei und befiehlt seinen Leuten, Nandini und Raja umzubringen. Die drei rennen von seinen Leuten fort. Bald erreichen sie ein Bahngleis und Jaisingh macht ein Stoppschild kaputt, damit der Zug anhält. Wenig später kommt ein Zug und Nandini und Raja steigen ein, aber Jaisingh versucht, die anderen abzulenken. Es gelingt ihm, aber er ist so schwer verletzt, dass er schließlich stirbt. Als Nandini den Flughafen erreicht, findet auch Narsimha sie und Raja, aber er will nur sagen, sie soll Raja an seiner Beerdigung mitnehmen und verabschiedet sich von den beiden. Nandini und Raja können wieder nach Kanada.